# LHS 1126
Gliese 357 is een witte dwerg met een spectraalklasse van DW. De ster bevindt zich 29,67 lichtjaar van de zon.